# Södra Fågelås distrikt
Södra Fågelås distrikt är ett distrikt i Hjo kommun och Västra Götalands län. 
Distriktet ligger söder om Hjo vid västra stranden av Vättern. 

## Tidigare administrativ tillhörighet
Distriktet inrättades 2016 och utgörs av Södra Fågelås socken i Hjo kommun.
Området motsvarar den omfattning Södra Fågelås församling hade vid årsskiftet 1999/2000.